# Liste der Außenlager des KZ Hinzert
Die Liste der Außenlager des KZ Hinzert enthält die fast dreißig Außenlager, die dem KZ Hinzert ab 1940 unterstellt wurden.
Dabei handelte es sich anfangs meist um Polizeihaftlager mit „Arbeitserziehungs-Häftlingen“. Später überwogen politische „Schutzhäftlinge“ insbesondere aus Frankreich und Luxemburg, die wegen Widerstands gegen die deutsche Besatzung inhaftiert waren. Unter ihnen gab es viele Nacht-und-Nebel-Gefangene.
In der Endphase des Krieges entstanden die meisten der provisorischen Außenlager bei Feldflughäfen, um diese ausbauen und nach Luftangriffen instand setzen zu lassen.
| Lfd. Nr. | Bezeichnung                                | Arbeitseinsatz                                    | Belegungszahl bzw. Höchstzahl | Inbetriebnahme               | Schließung JJ/MM          | Besonderheit                                                                   |
| -------- | ------------------------------------------ | ------------------------------------------------- | ----------------------------- | ---------------------------- | ------------------------- | ------------------------------------------------------------------------------ |
| 1.       | Bendorf                                    | Bombenräumung                                     | 30–40                         | 1943, Februar                | 1943, Juni                | --                                                                             |
| 2.       | Ettinghausen                               | Erdarbeiten (Feldflugplatz)                       | 80                            | 1945, März                   | ?                         | --                                                                             |
| 3.       | Mörsch (Frankenthal), Polizeihaftlager     | Reichsautobahnbau                                 | ?                             | 1940, Juli                   | unbekannt                 | --                                                                             |
| 4.       | Frankfurt (Flughafen)                      | Räumungsarbeiten nach Luftangriffen               | 100                           | 1944, November               | 1945, Februar             | --                                                                             |
| 5.       | Frankfurt-Heddernheim, vormals AEL         | Trümmerbeseitigung                                | 180                           | 1945, Februar                | 1945, März                | --                                                                             |
| 6.       | Fulda                                      | Räumungsarbeiten auf Flugfeld                     | unbekannt                     | 1945, März                   | 1945, März                | --                                                                             |
| 7.       | Gelnhausen / 2 Lager                       | Luftschutzanlagen / Räumungsarbeiten auf Flugfeld | 20 / 80                       | 1944, Juni / 1944, September | 1944, August / 1945, März | --                                                                             |
| 8.       | Bad Homburg vor der Höhe, Polizeihaftlager | Erdarbeiten                                       | 50–100                        | 1939, Oktober                | 1940, November            | --                                                                             |
| 9.       | Langendiebach (Erlensee)                   | Erweiterung und Ausbesserung des Flugfeldes       | 100–120                       | 1944, Juni                   | 1945, März                | Evakuierungsmarsch bei Bad Orb befreit                                         |
| 10.      | Losheim                                    | Holzfaserplattenwerk                              | 20                            | 1942, Oktober                | 1943, November            |                                                                                |
| 11.      | Mainz-Finthen                              | Feldflughafen instand halten                      | bis zu 220                    | 1944, vor September          | 1945, November            | nach 10 täg. Evakuierungsmarsch befreit / Straßenname J-P-Jungels (Todesopfer) |
| 12.      | Mainz-Gustavsburg                          | Rüstungsproduktion M.A.N. / Tiefbauarbeiten       | unbekannt                     | 1944, Dezember               | 1945, März                |                                                                                |
| 13.      | Mainz – Ingelheimer Aue                    | Fertigbetonteile                                  | 60–200                        | 1944, Juni                   | 1945, März                | zuvor AEL / Fa. Eugen Pfleiderer                                               |
| 14.      | Mainz-Weisenau                             | Stollenbau                                        |                               | 1944, Dezember               | 1945, März (befreit)      | zuvor AEL                                                                      |
| 15.      | Mannheim-Sandhofen                         | Fliegerhorst instand setzen                       | 120–180                       | 1944, September              | 1945, März                |                                                                                |
| 16.      | Merzhausen                                 | Flugfeld Erweiterung                              | 30                            | 1944, Frühsommer             | 1944, August              | überwiegend politische Häftlinge aus Luxemburg                                 |
| 17.      | Michelbach (Schmelz)                       | Steinbruch (Privatfirma)                          | 20                            | 1940, Juli                   | unbekannt                 | „Schattentriesch“-Gelände                                                      |
| 18.      | Neubrücke-Hoppstädten                      | Fabrikgebäude für DEW                             | 200                           | 1944, April                  | 1945, März                | Lagerfundamente 2001 abgeräumt, Gedenktafel an der Bahnunterführung            |
| 19.      | Rheinzabern                                | Polizeihaftlager                                  | 100–215                       | 1939, Oktober                | 1940, Mai                 |                                                                                |
| 20.      | Rothenbergen                               | Fliegerhorst, Räumungsarbeiten                    | 80–120                        | 1944, Juni                   | 1945, März                |                                                                                |
| 21.      | Seligenstadt                               | Fliegerhorst Langendiebach                        | unbekannt                     | 1944, September              | 1944, Dezember            |                                                                                |
| 22.      | Trier (Festungsdienststelle)               | Westwall                                          | unbekannt                     | 1943, November               | 1944, März                |                                                                                |
| 23.      | Trier (OT-Oberbauleitung)                  | Fa. Müller und Froitzheim                         | unbekannt                     | 1940, April                  | unbekannt                 |                                                                                |
| 24.      | Uthlede                                    | Polizeihaftlager                                  | unbekannt                     | 1939, September              | 1940, April               |                                                                                |
| 25.      | Vicht                                      | Polizeihaftlager                                  | unbekannt                     | 1940, März                   | 1940/1941 Jahreswende     | offiziell erst Mitte 1941 geschlossen                                          |
| 26.      | Wächtersbach                               | Hallen- und Barackenbau (Privatbetrieb)           | unbekannt                     | unbekannt                    | unbekannt                 | „E-Polen“ (Prüfung auf „Eindeutschung“)                                        |
| 27.      | Wiesbaden (“Unter den Eichen”)             | Ausweichquartiere bauen                           | 100, meist Luxemburger        | 1944, März                   | 1945, März                | Gedenkstätte am Carl-von-Ibell-Weg                                             |
| 28.      | Wittlich                                   | Bau der Eifel-Autobahn                            | 220                           | 1940, April                  | 1942, Februar             | Mahnmal auf Friedhof der Stadt Wittlich seit 2000                              |
| 29.      | Zeltingen-Rachtig                          | Stollenbau                                        | 90                            | 1944, Dezember               | 1945, Januar              |                                                                                |